# James Spudich
James Anthony Spudich (Collinsville, Illinois, 7 de janeiro de 1942) é um bioquímico estadunidense da Universidade Stanford.

## Condecorações selecionadas
- 1995 Prêmio Rosenstiel
- 2011 Medalha E.B. Wilson
- 2012 Prêmio Wiley de Ciências Biomédicas
- 2012 Prêmio Albert Lasker de Pesquisa Médica Básica
- 2013 Prêmio Massry